# Istmo Dreary
O istmo Dreary é um baixo e estreito istmo que une a base da península Brown e a área morenal baixa a norte do Monte Discovery, Costa de Scott, Terra de Victoria, na Antártida. Foi nomeado descritivamente pelo Comité Consultivo para os Nomes Antárticos (1999), de acordo com o aspeto sombrio (em inglês: "dreary") que apresenta.